# تشارلز إف. كاري جونيور
تشارلز إف. كاري جونيور (بالإنجليزية: Charles F. Carey, Jr.)‏ هو عسكري أمريكي، ولد في 23 ديسمبر 1915 في كاناديان في الولايات المتحدة، وتوفي في 9 يناير 1945 في Rimling ‏ في فرنسا.